# Coppa CEV 2010-2011 (femminile)
La Coppa CEV di pallavolo femminile 2010-2011 è stata la 31ª edizione del secondo torneo pallavolistico europeo per squadre di club; iniziata a partire dal 7 dicembre 2010, si è conclusa il 3 aprile 2011. Alla competizione hanno partecipato 35 squadre e la vittoria finale è andata per la prima volta alla Robur Tiboni Urbino Volley.

## Squadre partecipanti
| - Panathīnaïkos - Știința Bacău - Stella Rossa* - Vizura - Bergamo* - Jedinstvo Brčko - Královo Pole - Pałac Bydgoszcz - Tomis Constanța | - Dąbrowa Górnicza - Dresdner - Uraločka - Anorthōsīs - Beşiktaş - Galatasaray - Istres - Kamnik - Asteríx Kieldrecht | - Köniz - Dinamo Krasnodar - Le Cannet - ASKÖ Linz-Steg - Budowlani Łódź* - Ciutadella - Minčanka - ASPTT Mulhouse* - Neuchâtel | - Olympiakos - Viesti Salo - Schwechat Post - TENT - Volejbol Tirana - Robur Tiboni Urbino - Vilsbiburg - Weert - HAOK Mladost |

Panathinaikos Volleyball Club ritirato a causa della crisi economica in Grecia.
- * Provenienti dalla Champions League.

## Sedicesimi di finale

### Squadre qualificate
| - Jedinstvo Brčko - Tomis Constanța - Dąbrowa Górnicza - Dresdner - Beşiktaş - Galatasaray - Istres - Kamnik | - Köniz - Dinamo Krasnodar - Le Cannet - Ciutadella - Neuchâtel - Schwechat Post - Robur Tiboni Urbino - Vilsbiburg |

## Ottavi di finale

### Squadre qualificate
- Dąbrowa Górnicza
- Beşiktaş
- Galatasaray
- Dinamo Krasnodar
- Ciutadella[3]
- Neuchâtel[4]
- Schwechat Post
- Robur Tiboni Urbino

## Quarti di finale

### Squadre qualificate
- Dąbrowa Górnicza
- Dinamo Krasnodar
- Schwechat Post[5]
- Robur Tiboni Urbino

## Challenge Round

### Squadre qualificate
- Stella Rossa
- Dąbrowa Górnicza
- Dinamo Krasnodar[6]
- Robur Tiboni Urbino

## Squadre qualificate
- Dinamo Krasnodar[7]
- Robur Tiboni Urbino[6]